# Ferrovia Corbeil-Essonnes–Montereau
La ferrovia Corbeil-Essonnes–Montereau (in francese Ligne de Corbeil-Essonnes à Montereau) è una linea ferroviaria francese che unisce Corbeil-Essonnes, nell'Essonne, a Montereau-Fault-Yonne, nella Senna e Marna.

## Storia
La linea fu concessa su base contingente alla Compagnie des chemins de fer de Paris à Lyon et à la Méditerranée (PLM) in base a un accordo firmato dal Ministro dei Lavori Pubblici e dalla compagnia il 26 maggio 1883. L'accordo è stato approvato con una legge del 20 novembre successivo. Dichiarata di pubblico interesse, la concessione fu resa definitiva con legge del 22 luglio 1889.
La linea entrò in servizio il 1° giugno 1897 e fu inaugurata il 27 giugno successivo.
All'epoca la costruzione di quest'infrastruttura fu considerata di grande importanza strategica, specialmente nell'ottica di smaltire il traffico e decongestionare la linea Parigi-Marsiglia. La ferrovia avrebbe fornito un percorso alternativo in caso di interruzioni o criticità sulla Parigi-Marsiglia.